# 트르고비슈테

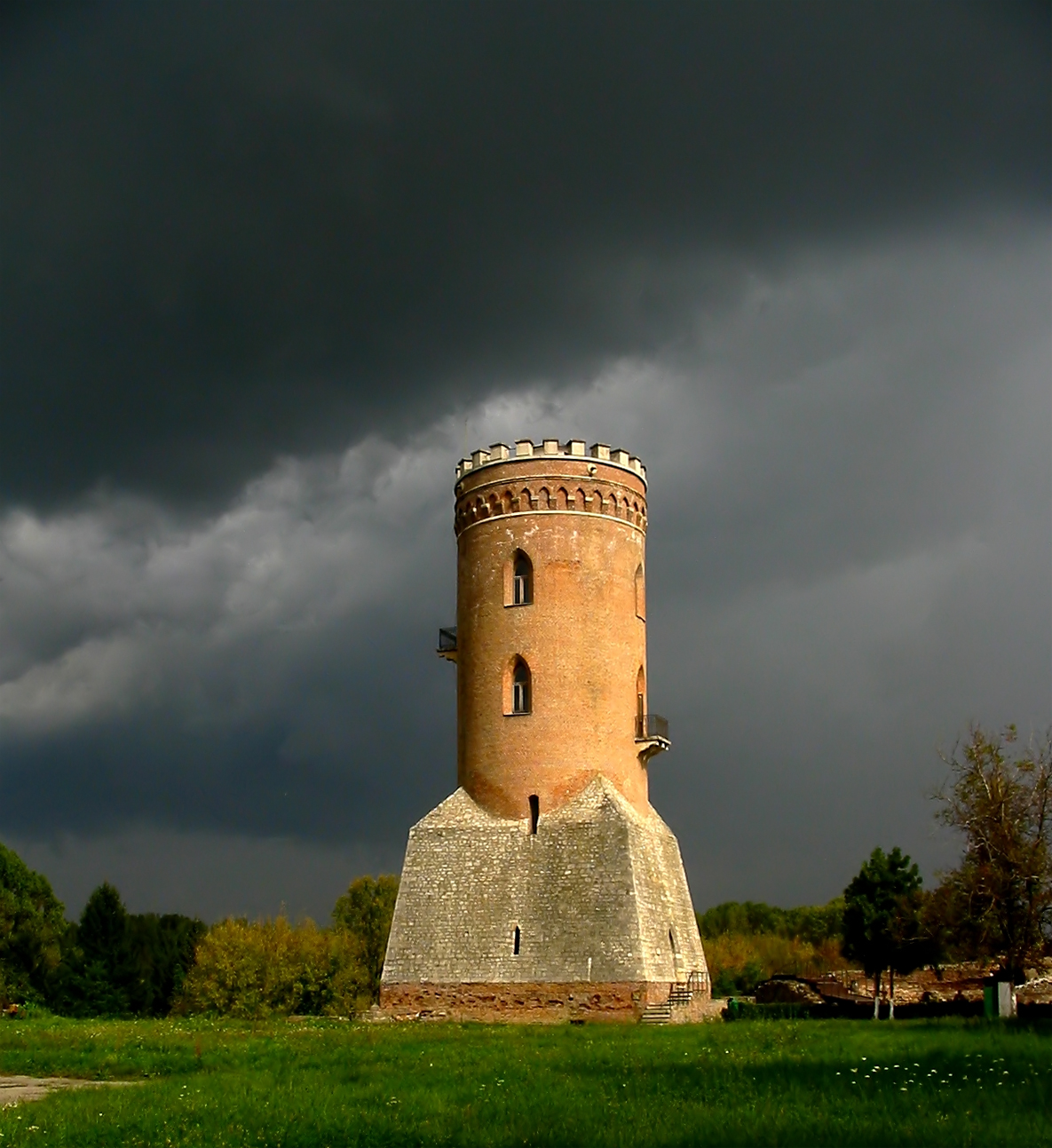
트르고비슈테

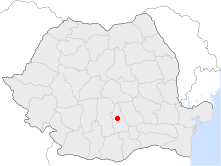
트르고비슈테의 위치

트르고비슈테(루마니아어: Târgoviște, Tîrgoviște)는 루마니아 왈라키아 지방에 위치한 도시로, 듬보비차 주의 주도이며 인구는 89,429명(2002년 기준)이다. 이알로미차 강 우안과 접한다.
1396년부터 1714년까지 왈라키아 공국의 수도였던 곳이다. 1989년 12월 루마니아의 사회주의 지도자였던 니콜라에 차우셰스쿠와 그의 부인인 엘레나 차우셰스쿠가 처형된 곳이기도 하다.

## 인구
| 연도              | 인구   | ±%      |
| ----------------- | ------ | ------- |
| 1500              | 60,000 | —       |
| 1900              | 9,400  | −84.3%  |
| 1912              | 13,041 | +38.7%  |
| 1930              | 22,298 | +71.0%  |
| 1948              | 26,038 | +16.8%  |
| 1956              | 24,360 | −6.4%   |
| 1966              | 29,763 | +22.2%  |
| 1977              | 61,254 | +105.8% |
| 1992              | 98,117 | +60.2%  |
| 2002              | 89,930 | −8.3%   |
| 2011              | 79,610 | −11.5%  |
| 출처: Census data |        |         |

## 자매 도시
- 불가리아 카잔러크
- 불가리아 터르고비슈테
- 리투아니아 트라카이
- 프랑스 오르볼
- 미국 마이애미
- 이탈리아 코르베타
- 포르투갈 산타렝
- 스웨덴 벨링에
- 스페인 카스테욘데라플라나